# Northern Marianas International 2025
Die Northern Marianas International 2025 im Badminton wurden vom 17. bis zum 21. Juni 2025 in Saipan ausgetragen. Es war die Erstauflage dieser Turnierserie.

## Sieger und Platzierte
| Disziplin    | Gold                       | Silber                     | Bronze                           |
| ------------ | -------------------------- | -------------------------- | -------------------------------- |
| Herreneinzel | Yoo Tae-bin                | Cho Geon-yeop              | Park Sang-yong                   |
| Herreneinzel | Yoo Tae-bin                | Cho Geon-yeop              | Kim Byung-jae                    |
| Dameneinzel  | Park Ga-eun                | Kim Min-sun                | Lee So-yul                       |
| Dameneinzel  | Park Ga-eun                | Kim Min-sun                | Tonrug Saeheng                   |
| Herrendoppel | Kim Jae-hyeon Lee Sang-won | Naoya Kawashima Akira Koga | Yudai Nagafuchi Kota Ogawa       |
| Herrendoppel | Kim Jae-hyeon Lee Sang-won | Naoya Kawashima Akira Koga | Raphael Chris Deloy Zhu Lezhi    |
| Damendoppel  | Jang Eun-seo Kim Yu-jung   | Lee Ye-na Kim Min-ji       | Mikoto Aiso Momoha Niimi         |
| Damendoppel  | Jang Eun-seo Kim Yu-jung   | Lee Ye-na Kim Min-ji       | Mimi Ngo Maureen Clarissa Wijaya |
| Mixed        | Kim Jae-hyeon Kim Min-ji   | Akira Koga Yuho Imai       | Jayden Lim Victoria Tjonadi      |
| Mixed        | Kim Jae-hyeon Kim Min-ji   | Akira Koga Yuho Imai       | Lee Sang-won Lee Ye-na           |